# Salobreña
Salobreña és un municipi de la província de Granada, situat en la costa, a la vora del Mediterrani, entre les localitats de Motril i Almuñécar. Pertany a la comarca de la costa Granadina. El componen 4 nuclis de població: Lobres, La Caleta, La Guardia i Salobreña.
El nucli principal de població està enclavat en una roca coronada per un castell àrab. En el seu terme municipal desemboca el riu Guadalfeo.

## Llocs d'interès

### El castell àrab

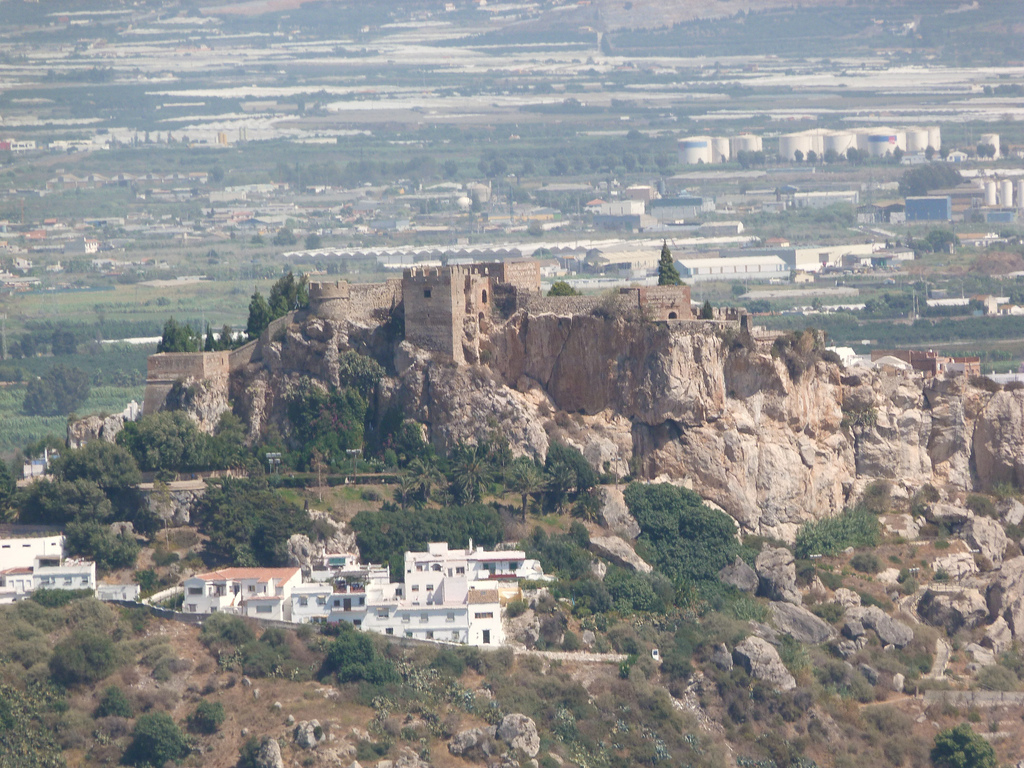
Castell àrab

Tot i que la distribució correspon a la construcció que es va aixecar en època nassarita, el castell àrab és el resultat de l'aportació de l'arquitectura musulmana i cristiana des del segle x. N'hi ha tres recintes: l'interior es correspon en la seva disposició amb l'antic alcàsser nassarita; els altres dos, amb una funció defensiva, són una ampliació castellana de finals del segle xv.

### L'església mudèjar del Rosari

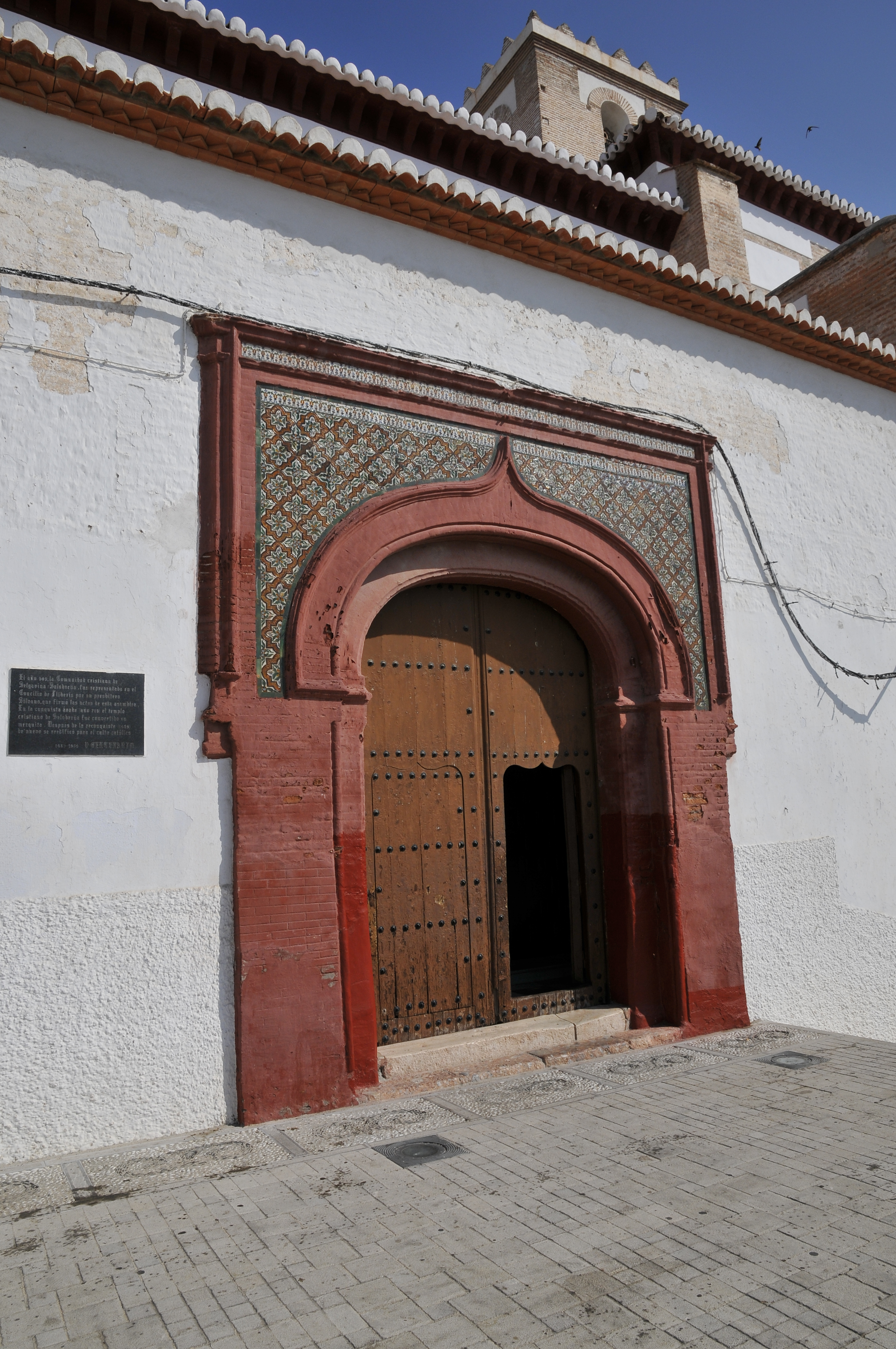
Porta lateral de l'església mudèjar del Rosari

D'estil mudèjar (s. XVI), l'església es va edificar sobre una mesquita musulmana. La coberta primitiva estava constituïda per un enteixinat de fusta que es va cremar el 1821. Llavors el seu interior va ser revestit i restaurat. La capçalera dedicada a l'altar Major, té accés a la torre i a la sagristia. Sobre els peus se situa el cor sobreelevat i sostingut per una senzilla carcassa de bigues de fusta. En sobresurt la porta lateral, amb decorat de taulelleria, i la torre, esvelta i rematada amb merlets esglaonats típicament mudèjars. De la imatgeria en podem destacar la marededeu del Rosari (segle xvi). La plaça de l'Església va ser cementiri cristià fins al 1789.

### Labóveda
És un bell passatge voltat medieval que comunicava el barri de l'Albaicín amb el nucli de l'antiga Medina, centre de l'activitat comercial. Aquest accés és l'únic porticó que queda en peus, de l'accés a la ciutat emmurallada. S'utilitzava principalment per a l'entrada de mercaderies.
La volta és aproximadament de canó semicircular. Es recolza exteriorment sobre un tram de la vella muralla de la Vila. En desconeixem la data de construcció però pel que sembla es va aixecar al segle xvi per la necessitat d'espai per aixecar l'església de la Mare de Déu del Rosari i el seu respectiu atri.

### El passeig de les Flors
En aquest vessant es van assentar els primers habitants de la roca (3000-2000 aC). Construït en els anys 70, el passeig gaudeix d'un entorn privilegiat. Envoltat de jardins, amb diverses espècies d'arbustos, flors i palmeres, permet contemplar el vessant de la serra, la vall i l'horta, amb les seves plantacions de canya i subtropicals.

### Mirador delPostigo
S'hi pot accedir per una escalinata pel parc del Postigo. El seu nom es deu a l'existència d'una porta secundària de la ciutat medieval, coneguda com a Postigo del Mar, ja que des d'ell s'accedia a la platja i al port refugi medieval de la vila. Avui és un balcó sobre la zona nord de Salobreña i amb panoràmiques sobre els vessants i la vall.

### El barri i mirador de l'Albaicín
Barri proper a la fortalesa a l'entorn de la qual es va anar instal·lant la població. A aquest barri va ser traslladat al cementiri cristià des de 1788 fins a 1898, data en què va ser-ne inaugurat l'actual. El seu mirador, a 98 metres sobre el riu, ofereix una panoràmica extraordinària de la plana al·luvial de canyes de sucre, el barri de La Caleta, les platges, els penya-segats i la serra del Chaparral.